# Татевская епархия

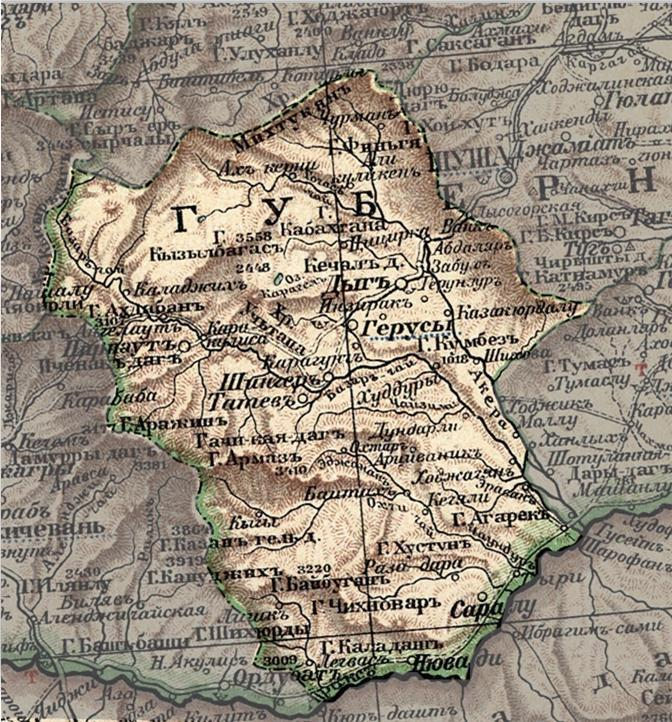
Карта Зангезурского уезда Елизаветпольской губернии

Татевская епархия Эчмиадзинского патриархата Армянской Апостольской церкви (арм. Հայ Առաքելական եկեղեցու Կիլիկիայի պատրիարքության Տաթևի թեմ) — упразднённая аббатская епархия Армянской Апостольской церкви бывшая в составе Эчмиадзинского патриархата с центром в городе Горис.
Сегодня на территории упразднённой Татевской епархии действует Сюникская епархия Армянской Апостольской церкви (на территории Республики Армения).

## История
В юрисдикцию Татевской епархии входила территория Зангезурского уезда (Татевского) Елизаветпольской губернии] Российской империи. По данным на 1911 год количество верующих Армянской Апостольской церкви — 75.000, общин — 87.
Епархия имела 100 церквей.